# 대한민국 수준원점
대한민국 수준원점(大韓民國 水準原點)은 인천광역시 미추홀구 인하공업전문대학 내에 위치한, 대한민국의 해발 고도의 근원이 되는 측량 기준점이으로, 1963년 현재의 자리에 설치되어 지금에 이른다. 대한민국 수준원점은 국토의 높이를 측정하는 기준으로서 대한민국 전국 국도의 4km 지점마다 마련된 1등 수준점, 그리고 1등 수준점보다 더욱 촘촘하게 배치된 2등 수준점의 기준이 되었으며, 이러한 중요도와 대한민국의 측지 역사에 기여한 점이 크다고 판단되어 대한민국의 등록문화재 제247호로 지정되었다.

## 개요
수준원점은 해발고도 0m 지점으로부터 육지의 특정 지점까지의 거리 및 높이를 지오이드, 측량 등을 통해 정확히 잰 위치에 설치한다. 이 때의 해발고도는 해양의 만조수면과 간조수면의 평균치로 계산하며, 각 국가마다 해발고도를 산정하는 기준이 다르다. 대한민국의 해발고도는 일제강점기 시기였던 1914년, 인천항 내항의 수면 높이를 1916년까지 3년간 측정해 그 평균값을 계산한 것으로, 그에 따른 수준기점을 인천광역시 중구 항동1가 2번지(인천중부경찰서 앞)에 설치하여 측량의 기준점으로 활용했다.
하지만 이는 잠정적인 표고 기준치였던 데다, 6.25 전쟁으로 인해 삼각점과 수준이 상당수 파괴되어 전후 복구를 위한 측량에도 어려움을 겪었다. 특히 해발고도가 현저히 다른 일본 도쿄의 수준점을 빌리거나, 부산광역시 영도, 인천 월미도 앞바다의 수준을 자체적으로 측정해 활용하는 등 해발고도 측정에서도 혼란이 많았다. 더욱이 항동1가를 위시한 인천내항 일대의 재개발 사업이 진행되면서 수준기점을 이전해야 할 필요성 역시 있었다. 그런 탓에 향후 수준점과 삼각점의 기준이 될 명확한 원점을 만들 필요성이 제기되었고, 새로운 수준원점의 설치를 담당한 국립건설연구소는 인하공업전문대학 캠퍼스를 새로운 수준원점의 근거지로 선정했다. 국립건설연구소가 인하공전 캠퍼스를 택한 이유는 지반이 단단하고, 인천항과 가까우며 교통이 번잡하지 않다는 것 때문이었다.
이에 1963년 12월 인천 항동에서 수준원점이 위치할 인하공업전문대학까지 약 4.5km 거리를 정밀 측량한 끝에 인천항 내항 평균 수면으로부터 26.6871m 상공의 지점인 현재의 위치에 수준원점을 설치하게 되어 현재에 이른다. 지표면으로부터 사람 가슴 높이까지 올라온 수준원점은 둥근 받침돌 위에 화강암으로 된 육면체의 설치대 위에 자리하고 있는데, 자수정으로 수준원점 수정점의 높이를 표현하고 있어 측량 및 계측 기기로 원점을 맞출 수 있게 되어 있다. 이러한 수준원점은 직경 3.3m, 높이 3.36m 가량의 벽돌 건축물로 보호되고 있다.

## 참고 문헌
- 대한민국 수준원점 - 국가유산청 국가유산포털